# Надя Даабусова
Надя Даабусова (угор. Nada Daabousová, 15 січня 1997) — словацька синхронна плавчиня.
Учасниця Олімпійських Ігор 2016 року, де в змаганнях дуетів разом з Яною Лабатовою посіла 22-ге місце.